# Konjuh (planina)
Konjuh je planina u Bosni i Hercegovini.
Nalazi se južno od Tuzle u sjeveroistočnoj Bosni. U podnožju planine smješteni su Banovići s bogatim ležištima lignita. Predstavlja vododjelnicu između porječja Krivaje, Spreče i Drinjače. Konjuh je izgrađen od sepentina, dijabaza i tufa. Duga je 30 kilometara s najvišim vrhom na 1327 metara nadmorske visine. Bogata je vodom.
Masiv Konjuha pokriven je gustim šumskim zajednicama u kojima prevladava crnogorica (bor, jela i smrča), bukva, javor i u manjem broju hrast. Na planini raste i rijetka i ljekovita lincura – srčanik (Gentiana lutea), koja je na ugrožena i zaštićena.
Vlada Tuzlanske županije je uputila u proceduru Zakon o proglašenju dijelova planine Konjuh zaštićenim dijelom prirode.